# Ефимов, Константин Николаевич
Константин Николаевич Ефи́мов (1 (14) октября 1910, Одесса — 10 февраля 1989, Москва) — советский художник кино и театра, дизайнер костюмов.
Окончил театрально-декорационный факультет Одесского художественного института.
С 1937 года работал в кино как художник по костюмам и художник-постановщик.

## Награды
- орден «Знак Почёта» (14.04.1944)

## Фильмография
художник по костюмам
- 1938 — Волга, Волга
- 1939 — Минин и Пожарский
- 1940 — Суворов
- 1941 — Мечта
- 1942 — Принц и нищий
- 1953 — Адмирал Ушаков
- 1953 — Корабли штурмуют бастионы
- 1953 — Завтрак у предводителя (фильм-спектакль)
- 1954 — Ромео и Джульетта
- 1955 — Мексиканец
- 1956 — Песня табунщика
- 1956 — Тайна вечной ночи
- 1959 — Судьба поэта
- 1961 — Любушка
- 1972 — Чиполлино

художник-постановщик
- 1943 — Лермонтов
- 1947 — Весна
- 1953 — Нахлебник (фильм)
- 1956 — Карнавальная ночь
- 1957 — Новый аттракцион
- 1959 — Лейли и Меджнун (фильм-балет)